# 再戰邊緣
《再戰邊緣》（英語：The Corruptor）是一部美国动作电影，由詹姆斯·弗利執導，周润发及馬克·華伯格主演。该电影于1999年3月12日在美国上映。

## 演員
- 周润发 飾 Lieutenant Nicholas "Nick" Chen
- 馬克·華伯格 飾 Detective Daniel "Danny" Wallace
- 里克·杨（英语：Ric Young） 飾 Henry Lee
- 保罗·本·维克多（英语：Paul Ben-Victor） 飾 Schabacker
- 文峰 飾 Robert "Bobby" Vu
- 布萊恩·考克斯 飾 Sean Wallace